# İpek Şenoğlu
İpek Şenoğlu (Eskişehir, 8 juni 1979) is een tennisspeelster uit Turkije. Zij begon op tienjarige leeftijd met het spelen van tennis. Haar favoriete ondergrond is gravel. Zij speelt rechtshandig en heeft een tweehandige backhand. In 1994 speelde zij haar eerste ITF-toernooi in Istanbul op het vrouwendubbelspel. In 1995 debuteerde zij ook op het enkelspel. In datzelfde jaar won zij haar eerste titel, op het dubbelspeltoernooi van Antalya (Turkije). Zij was actief in het proftennis van 1996 tot en met 2012.
Şenoğlu behaalde in het dubbelspel betere resultaten dan in het enkelspel. Op het ITF-circuit won ze 21 dubbelspeltitels. Eenmaal stond ze in een WTA-finale, op het toernooi van Estoril in 2008, samen met de Bosnische Mervana Jugić-Salkić – zij verloren de eindstrijd van Maria Kirilenko en Flavia Pennetta. Haar hoogste positie op de WTA-ranglijst is de 53e plaats (dubbelspel), die zij bereikte in oktober 2009.
In 2004 was zij de eerste Turkse tennisser die een grandslamtoernooi speelde, toen zij de derde ronde van de US Open bereikte in het vrouwendubbelspeltoernooi.
Op 15 mei 2005 speelde zij samen met Venus Williams een demonstratiepartij op de Bosporusbrug in Istanbul. Dit was de eerste tennispartij ooit die gespeeld werd op twee continenten tegelijk. De partij duurde maar vijf minuten, en was georganiseerd ter promotie van de Istanbul Cup.

## Posities op deWTA-ranglijst
Positie per einde seizoen:
| jaartal | ranking enkelspel | ranking dubbelspel |
| ------- | ----------------- | ------------------ |
| 2012    | –                 | 829                |
| 2011    | –                 | 103                |
| 2010    | –                 | 91                 |
| 2009    | –                 | 55                 |
| 2008    | 769               | 90                 |
| 2007    | 530               | 125                |
| 2006    | 576               | 228                |
| 2004    | 307               | 101                |
| 2003    | 311               | 223                |
| 2002    | 570               | 538                |
| 2001    | 644               | 572                |
| 2000    | 719               | 445                |
| 1999    | 777               | 445                |
| 1997    | 1045              | –                  |
| 1996    | 844               | 395                |

## Palmares
| Legenda                |
| ---------------------- |
| Grandslamtoernooi      |
| Olympische Spelen      |
| Year-End Championships |
| Tier I                 |
| Tier II                |
| Tier III               |
| Tier IV & V            |

### WTA-finaleplaatsen vrouwendubbelspel
| nr.              | finaledatum | toernooi    | ondergrond | partner              | tegenstandsters                 | score    |         |
| ---------------- | ----------- | ----------- | ---------- | -------------------- | ------------------------------- | -------- | ------- |
| Gewonnen finales |             |             |            |                      |                                 |          |         |
| Geen.            |             |             |            |                      |                                 |          |         |
| Verloren finales |             |             |            |                      |                                 |          |         |
| 1.               | 2008-04-20  | WTA Estoril | gravel     | Mervana Jugić-Salkić | Maria Kirilenko Flavia Pennetta | 4-6, 4-6 | details |

## Prestatietabel grandslamtoernooien
| Legenda | Legenda                          |
| ------- | -------------------------------- |
| g.t.    | geen toernooi gehouden           |
| l.c.    | lagere categorie                 |
| –       | niet deelgenomen                 |
| G       | uitgeschakeld in de groepsfase   |
| 1R      | uitgeschakeld in de eerste ronde |
| 2R      | uitgeschakeld in de tweede ronde |
| 3R      | uitgeschakeld in de derde ronde  |
| 4R      | uitgeschakeld in de vierde ronde |
| KF      | uitgeschakeld in de kwartfinale  |
| HF      | uitgeschakeld in de halve finale |
| F       | de finale verloren               |
| W       | het toernooi gewonnen            |
| w-v     | winst/verlies-balans             |

### Vrouwendubbelspel
| Toernooi        | 2004 | 2005 |    | 2008 | 2009 | 2010 | 2011 |
| --------------- | ---- | ---- | -- | ---- | ---- | ---- | ---- |
| Australian Open | –    | 2R   | –  | 1R   | 1R   | –    |      |
| Roland Garros   | –    | –    | –  | 1R   | 1R   | 1R   |      |
| Wimbledon       | –    | –    | –  | 3R   | 1R   | 1R   |      |
| US Open         | 3R   | –    | 1R | 2R   | 2R   | –    |      |